# The Horror Vault 3
|  | Denne artikel er oprettet af botten PalnaBot ud fra en ekstern database. Den kan derfor have sproglige fejl eller mangler. Denne skabelon kan fjernes efter kontrol af indholdet. |

The Horror Vault 3 er en film instrueret af James Barclay, David C. Hayes, Dave Holt, Johan A. Kruger, John Scott Mills, Kim Sønderholm.